# Estadio Monumental de la UNSA
El Estadio Monumental de la UNSA, también conocido como Estadio Monumental Virgen de Chapi, es un estadio multiusos peruano ubicado en la ciudad de Arequipa, a una altitud de aproximadamente 2370 m s. n. m. Fue fundado el 30 de julio de 1995 y tiene una capacidad de 60 000 espectadores. Es el estadio más grande de Arequipa y el cuarto más grande del Perú después de los estadios Monumental y Nacional, ambos de Lima y el Estadio Inca Garcilaso de la Vega de Cusco. Pertenece a la Universidad Nacional de San Agustín.
Este estadio es semejante al Estadio Nacional antes de 2011, ya que tiene el mismo número de gradas en las populares. En este recinto se jugaron la final de la Copa Sudamericana 2003, donde el Cienciano del Cusco se coronó campeón de Sudamérica luego de vencer al River Plate de Argentina con un marcador de 1-0. También los partidos de primera fase de la Copa América 2004.
En el año 2011 fue el principal escenario del Sudamericano Sub-20 que se realizó en el sur del Perú (en las ciudades de Arequipa, Moquegua y Tacna). En él se disputaron la mayor cantidad de encuentros, así como la fase final en su totalidad. El campeonato ofreció cuatro cupos para el Mundial Sub-20 2011 realizada en Colombia. Cabe destacar que este fue el campeonato donde el astro del Santos F.C, Neymar saltó a la fama.
En el 2015, fue escenario de la final del torneo descentralizado 2015, entre Melgar y el Sporting Cristal, el cuadro local se impuso por 3 goles a 2 sobre el visitante, logrando así su segundo título en la historia y el primer título nacional que se celebraría en este estadio.
En 2016 la plataforma editorial deportiva Sphera Sports presenta una lista de estadios con entornos maravillosos, donde incluye al estadio Monumental de la UNSA por su entorno, por tener una vista privilegiada desde uno de sus fondos, donde se puede apreciar al imponente Volcán Misti. En mayo de 2021 el blog de turismo Zona Bogotá DC selecciono diferentes estadios del mundo para conocer y cataloga al Monumental de la UNSA como uno de los grandes estadios de fútbol del mundo.

## Historia
Su construcción se inició en 1991. La primera etapa se inauguró el 11 de noviembre de 1993. Se contabilizaron 29 766 espectadores ese día, sin embargo se denunció que se falsificaron muchas entradas.
La segunda etapa se inauguró el 30 de julio de 1995. Aquel día también se jugó el primer partido oficial de fútbol profesional, enfrentándose el Melgar arequipeño frente a Alianza Lima. El partido finalizó 1-1 y los goles fueron anotados por Waldir Sáenz a los 10 minutos para Alianza, y Jorge Lazo para los locales a los 28 minutos del segundo tiempo. También en 1998 FBC Melgar enfrentó en este estadio al LDU de Ecuador por la copa Conmebol, ante estadio lleno y con bastante barra. Lamentablemente el equipo Arequipeño cayó por 3 a 1.
En 2024 se instaló un moderno sistema de iluminación led  y además esta planificado instalar una pista atlética.

### La selección de fútbol del Perú jugando en la UNSA
| Fecha      | Local | Resultado | Visitante  | Competición |
| ---------- | ----- | --------- | ---------- | ----------- |
| 11/06/1993 | Perú  | 3 - 1     | Venezuela  | Amistoso    |
| 14/08/1996 | Perú  | 3 - 0     | Costa Rica | Amistoso    |
| 13/06/2017 | Perú  | 3 - 1     | Jamaica    | Amistoso    |
| 20/11/2018 | Perú  | 2 - 3     | Costa Rica | Amistoso    |
| 19/11/2022 | Perú  | 1 - 0     | Bolivia    | Amistoso    |

     Partidos ganados por Perú
     Partidos empatados por Perú
     Partidos perdidos por Perú

### Copa América 2004
Durante la Copa América 2004, fue escenario de cinco partidos del Grupo C:
| Día                 | Hora  | Equipo #1 | Res. | Equipo #2  | Fase              | Espectadores |
| ------------------- | ----- | --------- | ---- | ---------- | ----------------- | ------------ |
| 8 de julio de 2004  | 17:30 | Paraguay  | 1:0  | Costa Rica | Grupo C - Fecha 1 | 30 000       |
| 8 de julio de 2004  | 19:45 | Brasil    | 1:0  | Chile      | Grupo C - Fecha 1 | 30 000       |
| 11 de julio de 2004 | 15:00 | Brasil    | 4:1  | Costa Rica | Grupo C - Fecha 2 | 12 000       |
| 11 de julio de 2004 | 17:15 | Paraguay  | 1:1  | Chile      | Grupo C - Fecha 2 | 15 000       |
| 14 de julio de 2004 | 19:45 | Brasil    | 1:2  | Paraguay   | Grupo C - Fecha 3 | 8000         |

### Sudamericano Sub-20 2011
En el Campeonato Sudamericano de Fútbol Sub-20 de 2011, fue escenario de diez partidos del Grupo A y quince partidos del Grupo Final haciendo un total de veinticinco partidos.
En este estadio se consagrarían estrellas como Neymar, Lucas Moura, Casemiro, Alex Sandro, Christian Cueva, André Carrillo
| Día                   | Hora  | Equipo #1 | Res. | Equipo #2 | Fase                  | Espectadores |
| --------------------- | ----- | --------- | ---- | --------- | --------------------- | ------------ |
| 16 de enero de 2011   | 15:00 | Argentina | 2:1  | Uruguay   | Grupo A - Fecha 1     | 40 000       |
| 16 de enero de 2011   | 17:10 | Perú      | 0:2  | Chile     | Grupo A - Fecha 1     | 45 000       |
| 19 de enero de 2011   | 17:30 | Perú      | 1:2  | Argentina | Grupo A - Fecha 2     | 20 000       |
| 19 de enero de 2011   | 19:40 | Venezuela | 1:1  | Uruguay   | Grupo A - Fecha 2     | 12 000       |
| 22 de enero de 2011   | 15:00 | Argentina | 1:1  | Venezuela | Grupo A - Fecha 3     | 4000         |
| 22 de enero de 2011   | 17:10 | Chile     | 0:4  | Uruguay   | Grupo A - Fecha 3     | 4000         |
| 24 de enero de 2011   | 18:00 | Chile     | 1:3  | Argentina | Grupo A - Fecha 4     | 2000         |
| 24 de enero de 2011   | 20:10 | Perú      | 1:1  | Venezuela | Grupo A - Fecha 4     | 10 000       |
| 27 de enero de 2011   | 18:00 | Chile     | 3:1  | Venezuela | Grupo A - Fecha 5     | 2000         |
| 27 de enero de 2011   | 20:10 | Perú      | 2:0  | Uruguay   | Grupo A - Fecha 5     | 3000         |
| 31 de enero de 2011   | 16:50 | Uruguay   | 1:0  | Colombia  | Grupo Final - Fecha 1 | 2000         |
| 31 de enero de 2011   | 19:00 | Argentina | 0:1  | Ecuador   | Grupo Final - Fecha 1 | 5000         |
| 31 de enero de 2011   | 21:10 | Chile     | 1:5  | Brasil    | Grupo Final - Fecha 1 | 8000         |
| 3 de febrero de 2011  | 16:50 | Uruguay   | 1:1  | Ecuador   | Grupo Final - Fecha 2 | 1500         |
| 3 de febrero de 2011  | 19:00 | Chile     | 2:3  | Argentina | Grupo Final - Fecha 2 | ¿?           |
| 3 de febrero de 2011  | 21:10 | Brasil    | 2:0  | Colombia  | Grupo Final - Fecha 2 | ¿?           |
| 6 de febrero de 2011  | 15:50 | Uruguay   | 1:0  | Chile     | Grupo Final - Fecha 3 | ¿?           |
| 6 de febrero de 2011  | 18:00 | Ecuador   | 0:0  | Colombia  | Grupo Final - Fecha 3 | ¿?           |
| 6 de febrero de 2011  | 20:10 | Argentina | 2:1  | Brasil    | Grupo Final - Fecha 3 | ¿?           |
| 9 de febrero de 2011  | 16:50 | Colombia  | 1:3  | Chile     | Grupo Final - Fecha 4 | ¿?           |
| 9 de febrero de 2011  | 19:00 | Uruguay   | 1:0  | Argentina | Grupo Final - Fecha 4 | ¿?           |
| 9 de febrero de 2011  | 21:10 | Ecuador   | 0:1  | Brasil    | Grupo Final - Fecha 4 | ¿?           |
| 12 de febrero de 2011 | 16:50 | Colombia  | 0:2  | Argentina | Grupo Final - Fecha 5 | ¿?           |
| 12 de febrero de 2011 | 19:00 | Ecuador   | 1:0  | Chile     | Grupo Final - Fecha 5 | ¿?           |
| 12 de febrero de 2011 | 21:10 | Uruguay   | 0:6  | Brasil    | Grupo Final - Fecha 5 | ¿?           |

### Escenario de FBC Melgar y de la Copa Perú
Después de esta competición el estadio se utilizó pocas veces, en el 2007 se abrió para un partido de primera división entre Total Clean y Melgar que acabó con victoria de los visitantes. Entre 2007 y 2008 fue utilizado en algunos partidos nocturnos del Melgar. En el año 2009 el equipo decidió que este recinto sea su escenario principal hasta la actualidad.
También se usa para otras actividades como las Olimpiadas Cachimbo de la universidad, Inauguración de los Juegos ADECOA Escolares, conciertos, etc. Y albergó algunos partidos del Sportivo Huracán y Aurora en la Copa Perú.

### Partidos internacionales de clubes
| Fecha      | Local                | Resultado     | Visitante               | Competición                                       |
| ---------- | -------------------- | ------------- | ----------------------- | ------------------------------------------------- |
| 15-07-1998 | FBC Melgar           | 1 - 3         | Liga de Quito           | Copa Conmebol 1998 - Octavos de final             |
| 25-02-2003 | Atlético Universidad | 2 - 1         | Blooming                | Noche Agustina                                    |
| 19-12-2003 | Cienciano            | 1 - 0         | River Plate             | Copa Sudamericana 2003 - Final                    |
| 11-03-2004 | Cienciano            | 1 - 2         | Nacional                | Copa Libertadores 2004 - Fase de grupos (5)       |
| 20-04-2004 | Cienciano            | 3 - 2         | Independiente           | Copa Libertadores 2004 - Fase de grupos (5)       |
| 04-02-2015 | FBC Melgar           | 2 - 3         | Independiente Santa Fe  | Noche Rojinegra 2015                              |
| 28-06-2015 | FBC Melgar           | 2 - 1         | Vélez Sarfield          | Centenario 2015                                   |
| 18-08-2015 | FBC Melgar           | 4 - 0         | Junior                  | Copa Sudamericana 2015 - Primera Fase: Zona Norte |
| 17-02-2016 | FBC Melgar           | 1 - 2         | Atlético Mineiro        | Copa Libertadores 2016 - Fase de grupos (5)       |
| 01-03-2016 | FBC Melgar           | 0 - 1         | Independiente del Valle | Copa Libertadores 2016 - Fase de grupos (5)       |
| 07-04-2016 | FBC Melgar           | 1 - 2         | Colo-Colo               | Copa Libertadores 2016 - Fase de grupos (5)       |
| 17-08-2016 | Real Garcilaso       | 1 - 0         | Aucas                   | Copa Sudamericana 2016 - Primera Fase: Zona Norte |
| 01-02-2017 | FBC Melgar           | 1 - 1         | Danubio                 | Noche Rojinegra 2017                              |
| 14-03-2017 | FBC Melgar           | 1 - 0         | Emelec                  | Copa Libertadores 2017 - Fase de grupos (3)       |
| 26-04-2017 | FBC Melgar           | 1 - 2         | Independiente Medellín  | Copa Libertadores 2017 - Fase de grupos (3)       |
| 18-05-2017 | FBC Melgar           | 2 - 3         | River Plate             | Copa Libertadores 2017 - Fase de grupos (3)       |
| 24-01-2018 | FBC Melgar           | 3 - 0         | Once Caldas             | Noche Rojinegra 2018                              |
| 06-02-2018 | FBC Melgar           | 0 - 1         | Santiago Wanderers      | Copa Libertadores 2018 - Fase 2 Clasificatoria    |
| 27-01-2019 | FBC Melgar           | 1 - 2         | Independiente del Valle | Noche Rojinegra 2019                              |
| 05-02-2019 | FBC Melgar           | 1 - 0         | Universidad de Chile    | Copa Libertadores 2019 - Fase 2 Clasificatoria    |
| 19-02-2019 | FBC Melgar           | 2 - 0         | Caracas FC              | Copa Libertadores 2019 - Fase 3 Clasificatoria    |
| 05-03-2019 | FBC Melgar           | 0 - 0         | San Lorenzo             | Copa Libertadores 2019 - Fase de grupos (F)       |
| 02-04-2019 | FBC Melgar           | 1 - 0         | Junior                  | Copa Libertadores 2019 - Fase de grupos (F)       |
| 25-04-2019 | FBC Melgar           | 0 - 4         | Palmeiras               | Copa Libertadores 2019 - Fase de grupos (F)       |
| 01-05-2019 | Deportivo Binacional | 1 - 2         | Independiente           | Copa Sudamericana 2019 - Primera Fase             |
| 28-05-2019 | FBC Melgar           | 0 - 0         | Universidad Católica    | Copa Sudamericana 2019 - Segunda Fase             |
| 13-02-2020 | Cusco FC             | 2 - 0         | Audax Italiano          | Copa Sudamericana 2020 - Preliminar: Primera Fase |
| 18-02-2020 | FBC Melgar           | 0 - 2 (4 - 3) | Nacional Potosí         | Copa Sudamericana 2020 - Preliminar: Primera Fase |
| 15-01-2022 | FBC Melgar           | 1 - 0         | Deportivo Pereira       | Tarde Rojinegra 2022                              |
| 15-03-2022 | FBC Melgar           | 1 - 0         | Cienciano               | Copa Sudamericana 2022 - Fase Preliminar          |
| 13-04-2022 | FBC Melgar           | 2 - 0         | River Plate             | Copa Sudamericana 2022 - Fase de grupos (B)       |
| 27-04-2022 | FBC Melgar           | 3 - 1         | Racing                  | Copa Sudamericana 2022 - Fase de grupos (B)       |
| 25-05-2022 | FBC Melgar           | 3 - 1         | Cuiabá                  | Copa Sudamericana 2022 - Fase de grupos (B)       |
| 06-07-2022 | FBC Melgar           | 2 - 1         | Deportivo Cali          | Copa Sudamericana 2022 - Octavos de final         |
| 04-08-2022 | FBC Melgar           | 0 - 0         | Internacional           | Copa Sudamericana 2022 - Cuartos de final         |
| 07-09-2022 | FBC Melgar           | 0 - 3         | Independiente del Valle | Copa Sudamericana 2022 - Semifinales              |
| 15-01-2023 | FBC Melgar           | 0 - 1         | Deportivo Pasto         | Tarde Rojinegra 2023                              |
| 06-04-2023 | FBC Melgar           | 1 - 1         | Olimpia                 | Copa Libertadores 2023 - Fase de grupos (H)       |
| 24-05-2023 | FBC Melgar           | 0 - 1         | Atlético Nacional       | Copa Libertadores 2023 - Fase de grupos (H)       |
| 06-06-2023 | FBC Melgar           | 5 - 0         | Patronato               | Copa Libertadores 2023 - Fase de grupos (H)       |
| 20-01-2024 | FBC Melgar           | 1 - 1         | Bolívar                 | Tarde Rojinegra 2024                              |

### Finales y Definiciones
| Fecha      | Local                | Resultado | Visitante        | Competición                           |
| ---------- | -------------------- | --------- | ---------------- | ------------------------------------- |
| 20-12-2001 | Cienciano            | 1 - 0     | Est. de Medicina | Torneo Clausura 2001                  |
| 07-12-2002 | Atlético Universidad | 1 - 1     | Atlético Grau    | Final Copa Perú 2002 (Ida)            |
| 19-12-2003 | Cienciano            | 1 - 0     | River Plate      | Final Copa Sudamericana 2003 (Vuelta) |
| 21-12-2005 | Cienciano            | 0 - 1     | Sporting Cristal | Final Descentralizado 2005            |
| 16-12-2015 | FBC Melgar           | 3 - 2     | Sporting Cristal | Final Descentralizado 2015 (Vuelta)   |
| 11-12-2016 | FBC Melgar           | 1 - 1     | Sporting Cristal | Final Descentralizado 2016 (Ida)      |
| 21-05-2017 | FBC Melgar           | 1 - 0     | UTC              | Final Torneo Verano 2017 (Ida)        |
| 09-11-2022 | FBC Melgar           | 1 - 0     | Alianza Lima     | Final Liga 1 2022 (Ida)               |

### Escenario de Conciertos
Al ser el escenario más grande de la ciudad, los conciertos más importantes se desarrollan en este lugar. Entre los artistas que se presentaron en el escenario sobresale el fallecido cantante mexicano Juan Gabriel quien ofreció 2 conciertos en los años 1995 y 2003.
También fue el lugar donde Alejandro Sanz y el exvocalista de la banda Poison; Bret Michaels hicieron sus conciertos durante 2016.

## Complejo arquitectónico
El estadio tiene 5 divisiones y 4 subdivisiones:
- Butacas.

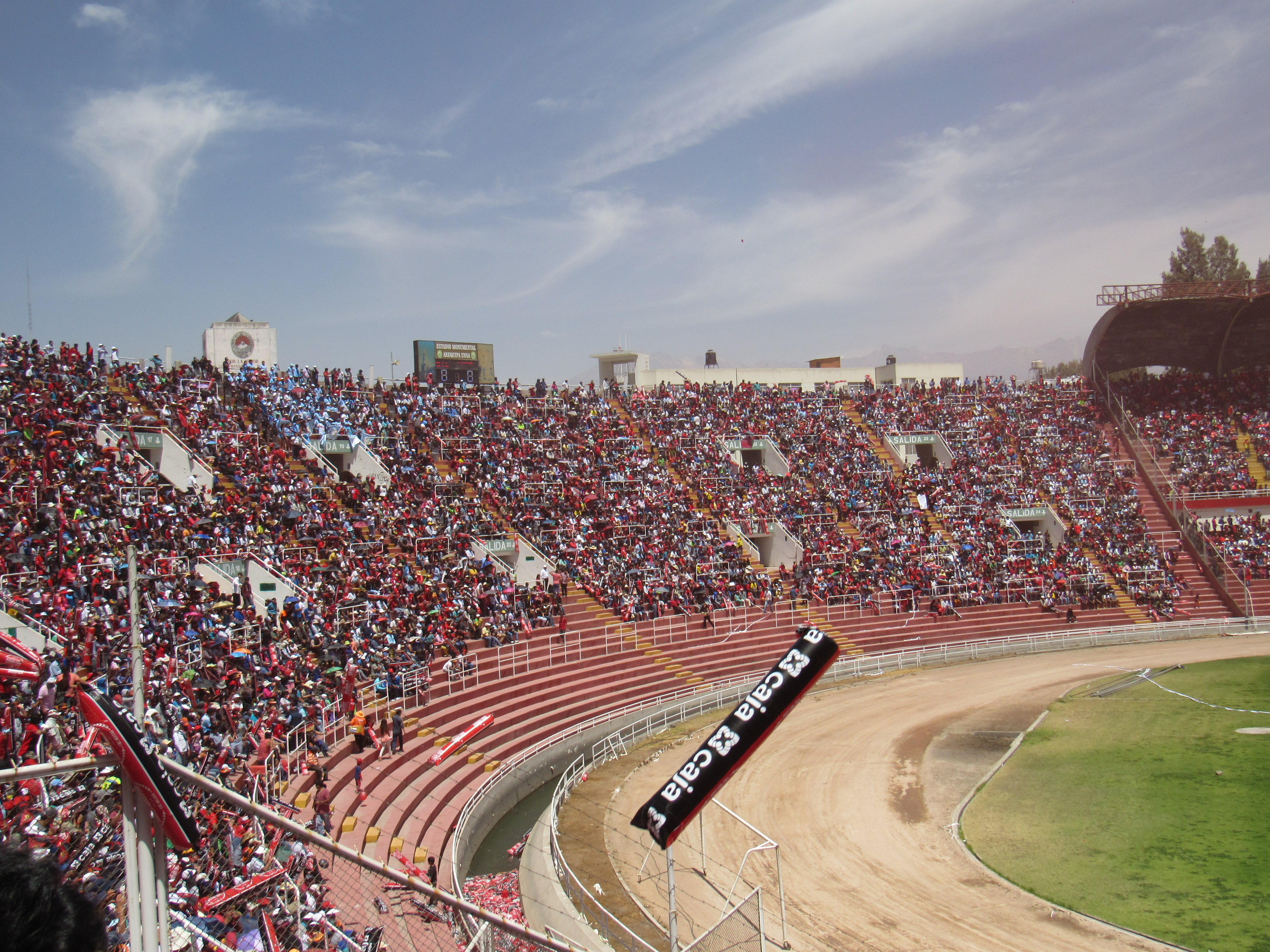
Tribuna Occidente.
  - Occidente Alta.
  - Occidente Baja.
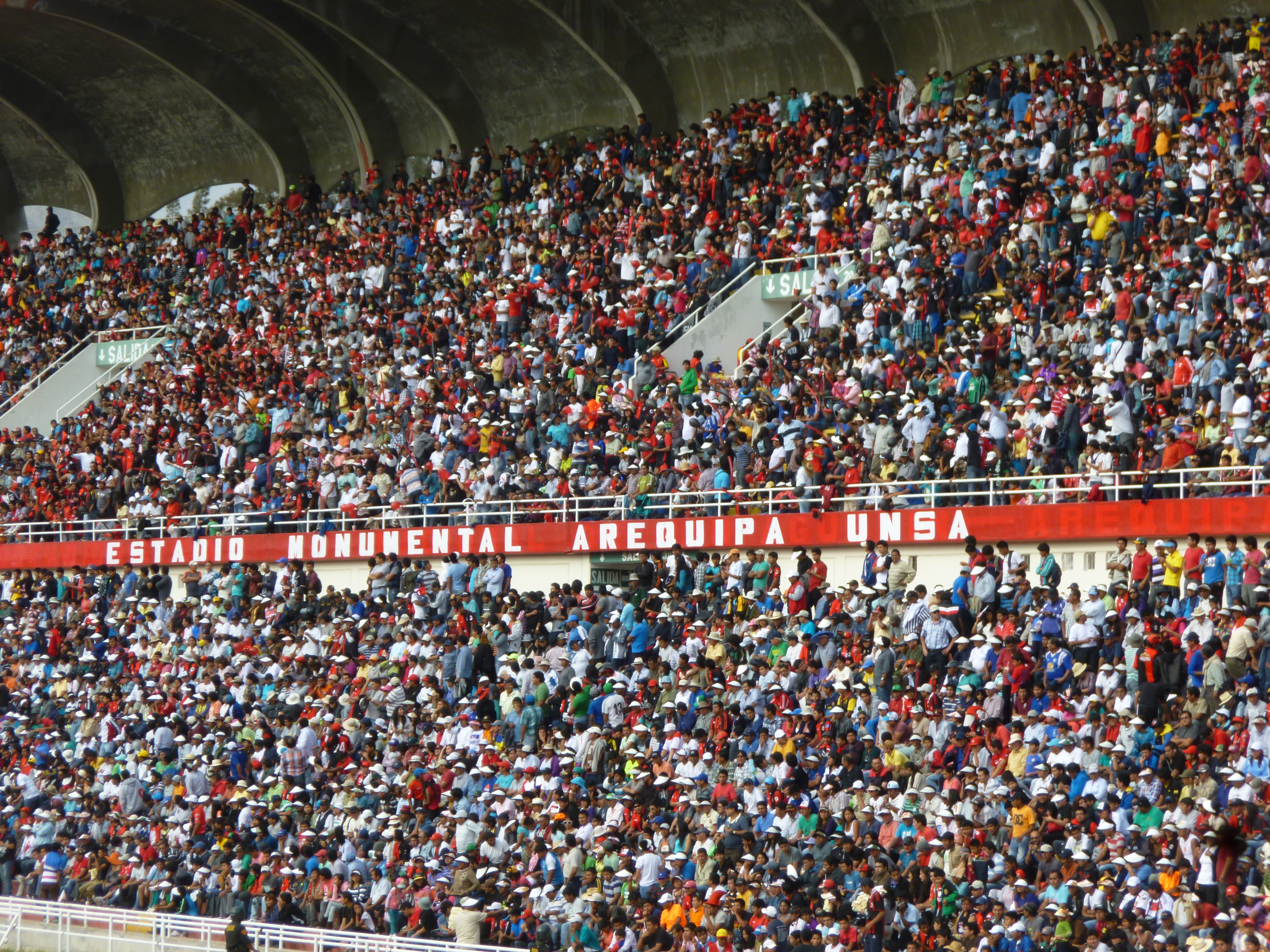
Tribuna Oriente. - Oriente Alta. - Oriente Baja.
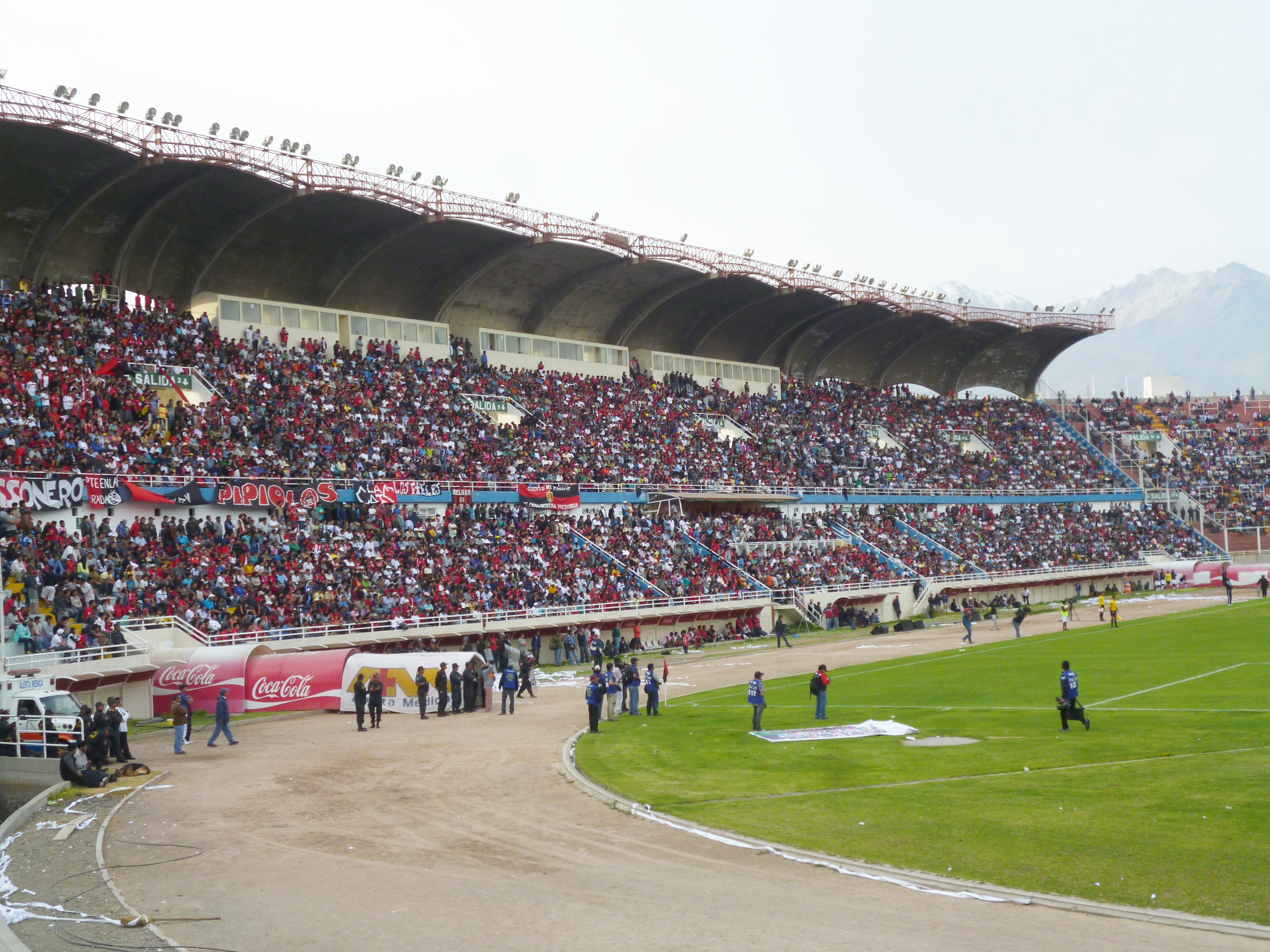
Tribuna Occidente y Butacas.
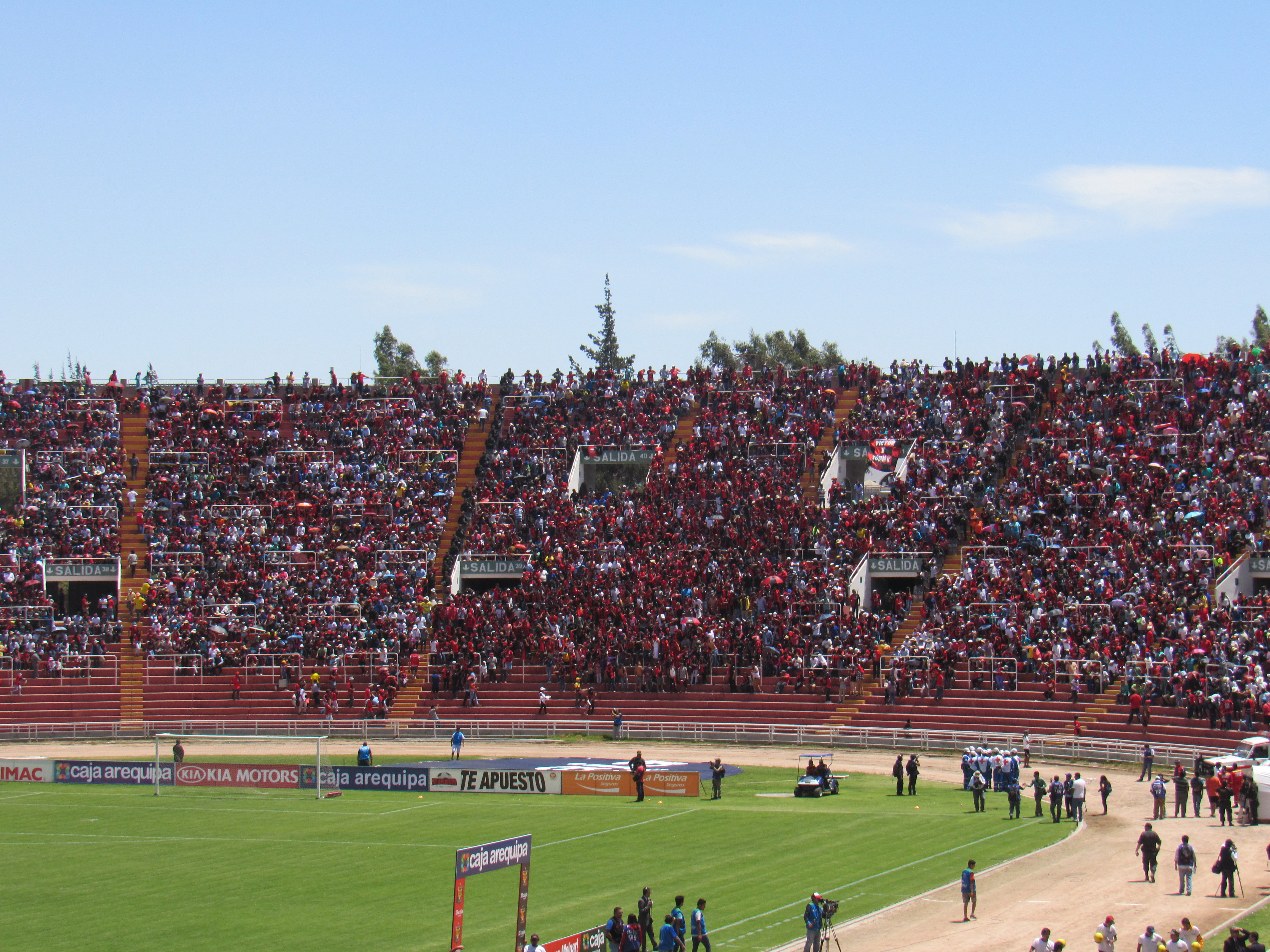
Tribuna Popular Sur.
- Tribuna Popular Norte.

- Tribuna Norte.
- Tribuna Oriente.
- Tribuna Occidente y Butacas.
- Tribuna Sur.

### Accesos
Se puede ingresar por tres accesos: las avenidas Venezuela y Lambramani para las tribunas occidente y sur, y la Urbanización Aurora para las tribunas norte y oriente. Cuenta con una salida de emergencia hacia la zona de la Urbanización Cooperativa Universitaria en el área norte, no es usada habitualmente, pero forma parte de las medidas de seguridad ante control de espectadores.

### Emplazamientos de las hinchadas
En los partidos de Melgar, las hinchadas se ubican de la siguiente forma: la barra 'León del Sur' en la parte central de la tribuna sur, la barra 'Infierno Rojinegro' en la zona izquierda de la tribuna oriente baja, la barra 'Occidente Dominó' en la parte derecha de la tribuna occidente alta (donde también se ubica la Hinchada Verdolaga del Huracán). Mientras que las hinchadas visitantes son ubicadas en la tribuna norte y ocasionalmente en la parte derecha de la tribuna occidente baja, dependiendo de la magnitud del partido.